# Manchester United F.C. mùa bóng 1980–81
Mùa giải 1980–81 là mùa giải thứ 79 của Manchester United trong hệ thống bóng đá Anh, và là mùa giải thứ 6 liên tiếp của họ ở giải đấu hàng đầu của bóng đá Anh. Đó là mùa giải cuối cùng trong bốn mùa giải của họ dưới sự quản lý của Dave Sexton, người đã bị sa thải vào cuối mùa giải sau khi không thể giành được cho câu lạc bộ một danh hiệu lớn. Những người như Lawrie McMenemy, Brian Clough, Bobby Robson và Ron Saunders đều có liên quan đến công việc này, trước khi Sexton được quản lý bởi West Bromwich Albion Ron Atkinson.
Câu lạc bộ cũng đã trả kỷ lục câu lạc bộ hơn 1 triệu bảng cho tiền đạo Nottingham Forest Garry Birtles, nhưng cầu thủ này đã gây thất vọng lớn và kết thúc mùa giải với chỉ một bàn thắng sau 28 lần ra sân. Cầu thủ ghi nhiều bàn thắng nhất cho câu lạc bộ là Joe Jordan, người đã ghi 15 bàn.
United thực sự là một trong những đội khó bị đánh bại nhất ở giải hạng Nhất mùa này, chỉ thua chín trong số 42 trận và thắng bảy trận chung cuộc, nhưng họ cũng bị cầm hòa tới 18 lần. Điều này đã khiến họ chỉ có thể cán đích ở vị trí thứ tám - thứ hạng không đủ cho một suất dự UEFA Cup mùa kế tiếp.

## First Division
| Ngày                     | Đối thủ                 | Sân nhà/khách | Tỉ số | Cầu thủ ghi bàn                        | Số lượng khán giả |
| ------------------------ | ----------------------- | ------------- | ----- | -------------------------------------- | ----------------- |
| 16 tháng 8 năm 1980      | Middlesbrough           | H             | 3–0   | Macari, Grimes, Thomas                 | 54,394            |
| 19 tháng 8 năm 1980      | Wolverhampton Wanderers | A             | 0–1   |                                        | 31,955            |
| 23 tháng 8 năm 1980      | Birmingham City         | A             | 0–0   |                                        | 28,661            |
| 30 tháng 8 năm 1980      | Sunderland              | H             | 1–1   | Jovanović                              | 51,498            |
| 6 tháng 9 năm 1980       | Tottenham Hotspur       | A             | 0–0   |                                        | 40,995            |
| 13 tháng 9 năm 1980      | Leicester City          | H             | 5–0   | Coppell, Grimes, Jovanović (2), Macari | 43,229            |
| 20 tháng 9 năm 1980      | Leeds United            | A             | 0–0   |                                        | 32,539            |
| 27 tháng 9 năm 1980      | Manchester City         | H             | 2–2   | Coppell, Albiston                      | 55,918            |
| 4 tháng 10 năm 1980      | Nottingham Forest       | A             | 2–1   | Macari, Coppell                        | 29,801            |
| ngày 8 tháng 10 năm 1980 | Aston Villa             | H             | 3–3   | McIlroy (2; 1 pen.), Coppell           | 38,831            |
| 11 tháng 10 năm 1980     | Arsenal                 | H             | 0–0   |                                        | 49,036            |
| 18 tháng 10 năm 1980     | Ipswich Town            | A             | 1–1   | McIlroy (pen.)                         | 28,572            |
| 22 tháng 10 năm 1980     | Stoke City              | A             | 2–1   | Jordan, Macari                         | 24,534            |
| 25 tháng 10 năm 1980     | Everton                 | H             | 2–0   | Jordan, Coppell                        | 54,260            |
| 1 tháng 11 năm 1980      | Crystal Palace          | A             | 0–1   |                                        | 31,449            |
| 8 tháng 11 năm 1980      | Coventry City           | H             | 0–0   |                                        | 42,794            |
| 12 tháng 11 năm 1980     | Wolverhampton Wanderers | H             | 0–0   |                                        | 37,959            |
| 15 tháng 11 năm 1980     | Middlesbrough           | A             | 1–1   | Jordan                                 | 20,606            |
| 22 tháng 11 năm 1980     | Brighton & Hove Albion  | A             | 4–1   | Jordan (2), McIlroy, Duxbury           | 23,923            |
| 29 tháng 11 năm 1980     | Southampton             | H             | 1–1   | Jordan                                 | 47,783            |
| 6 tháng 12 năm 1980      | Norwich City            | A             | 2–2   | Bond (o.g.), Coppell                   | 18,780            |
| 13 tháng 12 năm 1980     | Stoke City              | H             | 2–2   | Macari, Jordan                         | 39,568            |
| 20 tháng 12 năm 1980     | Arsenal                 | A             | 1–2   | Macari                                 | 33,730            |
| 26 tháng 12 năm 1980     | Liverpool               | H             | 0–0   |                                        | 57,049            |
| 27 tháng 12 năm 1980     | West Bromwich Albion    | A             | 1–3   | Jovanović                              | 38,615            |
| 10 tháng 1 năm 1981      | Brighton & Hove Albion  | H             | 2–1   | McQueen, Macari                        | 42,208            |
| 28 tháng 1 năm 1981      | Sunderland              | A             | 0–2   |                                        | 31,910            |
| 31 tháng 1 năm 1981      | Birmingham City         | H             | 2–0   | Jordan, Macari                         | 39,081            |
| 7 tháng 2 năm 1981       | Leicester City          | A             | 0–1   |                                        | 26,085            |
| 17 tháng 2 năm 1981      | Tottenham Hotspur       | H             | 0–0   |                                        | 40,642            |
| 21 tháng 2 năm 1981      | Manchester City         | A             | 0–1   |                                        | 50,114            |
| 28 tháng 2 năm 1981      | Leeds United            | H             | 0–1   |                                        | 45,733            |
| 7 tháng 3 năm 1981       | Southampton             | A             | 0–1   |                                        | 22,698            |
| 14 tháng 3 năm 1981      | Aston Villa             | A             | 3–3   | Jordan (2), McIlroy (pen.)             | 42,182            |
| 18 tháng 3 năm 1981      | Nottingham Forest       | H             | 1–1   | Burns (o.g.)                           | 38,205            |
| 21 tháng 3 năm 1981      | Ipswich Town            | H             | 2–1   | Thomas, Nicholl                        | 46,685            |
| 28 tháng 3 năm 1981      | Everton                 | A             | 1–0   | Jordan                                 | 25,856            |
| 4 tháng 4 năm 1981       | Crystal Palace          | H             | 1–0   | Duxbury                                | 37,954            |
| 11 tháng 4 năm 1981      | Coventry City           | A             | 2–0   | Jordan (2)                             | 20,201            |
| 14 tháng 4 năm 1981      | Liverpool               | A             | 1–0   | McQueen                                | 31,276            |
| 18 tháng 4 năm 1981      | West Bromwich Albion    | H             | 2–1   | Jordan, Macari                         | 44,442            |
| 25 tháng 4 năm 1981      | Norwich City            | H             | 1–0   | Jordan                                 | 40,165            |

## FA Cup
| Ngày                | Vòng          | Đối thủ                | Sân nhà/khách | Tỉ số | Cầu thủ ghi bàn  | Số lượng khán giả |
| ------------------- | ------------- | ---------------------- | ------------- | ----- | ---------------- | ----------------- |
| 3 tháng 1 năm 1981  | Vòng 3        | Brighton & Hove Albion | H             | 2–2   | Duxbury, Thomas  | 42,199            |
| 7 tháng 1 năm 1981  | Vòng 3 Đá lại | Brighton & Hove Albion | A             | 2–0   | Nicholl, Birtles | 26,915            |
| 24 tháng 1 năm 1981 | Vòng 4        | Nottingham Forest      | A             | 0–1   |                  | 34,110            |

## League Cup
| Ngày                | Vòng           | Đối thủ       | Sân nhà/khách | Tỉ số | Cầu thủ ghi bàn | Số lượng khán giả |
| ------------------- | -------------- | ------------- | ------------- | ----- | --------------- | ----------------- |
| 27 tháng 8 năm 1980 | Vòng 2 Lượt đi | Coventry City | H             | 0–1   |                 | 31,656            |
| 2 tháng 9 năm 1980  | Vòng 2 Lượt về | Coventry City | A             | 0–1   |                 | 18,946            |

## UEFA Cup
| Ngày                 | Vòng           | Đối thủ     | Sân nhà/khách | Tỉ số | Cầu thủ ghi bàn | Số lượng khán giả |
| -------------------- | -------------- | ----------- | ------------- | ----- | --------------- | ----------------- |
| 17 tháng 10 năm 1980 | Vòng Lượt đi   | Widzew Łódź | H             | 1–1   | McIlroy         | 38,037            |
| 1 tháng 10 năm 1980  | Vòng 1 Lượt về | Widzew Łódź | A             | 0–0   |                 | 40,000            |

## Thống kê đội hình
| Vị trí | Tên              | League | League | FA Cup | FA Cup | League Cup | League Cup | UEFA Cup | UEFA Cup | Tổng cộng | Tổng cộng |
| Vị trí | Tên              | Trận   | Bàn    | Trận   | Bàn    | Trận       | Bàn        | Trận     | Bàn      | Trận      | Bàn       |
| ------ | ---------------- | ------ | ------ | ------ | ------ | ---------- | ---------- | -------- | -------- | --------- | --------- |
| TM     | Gary Bailey      | 40     | 0      | 3      | 0      | 2          | 0          | 2        | 0        | 47        | 0         |
| TM     | Paddy Roche      | 2      | 0      | 0      | 0      | 0          | 0          | 0        | 0        | 2         | 0         |
| HV     | Arthur Albiston  | 42     | 1      | 3      | 0      | 2          | 0          | 2        | 0        | 49        | 1         |
| HV     | Martin Buchan    | 26     | 0      | 2      | 0      | 2          | 0          | 2        | 0        | 32        | 0         |
| HV     | Mike Duxbury     | 27(6)  | 2      | 0(2)   | 1      | 0          | 0          | 1(1)     | 0        | 28(9)     | 3         |
| HV     | Nikola Jovanović | 19     | 4      | 1      | 0      | 2          | 0          | 2        | 0        | 24        | 4         |
| HV     | Gordon McQueen   | 11     | 2      | 2      | 0      | 0          | 0          | 0        | 0        | 13        | 2         |
| HV     | Kevin Moran      | 32     | 0      | 1      | 0      | 0          | 0          | 0(1)     | 0        | 33(1)     | 0         |
| HV     | Jimmy Nicholl    | 36     | 1      | 3      | 1      | 2          | 0          | 2        | 0        | 43        | 2         |
| HV     | Anthony Whelan   | 0(1)   | 0      | 0      | 0      | 0          | 0          | 0        | 0        | 0(1)      | 0         |
| TV     | Steve Coppell    | 42     | 6      | 3      | 0      | 2          | 0          | 2        | 0        | 49        | 6         |
| TV     | Ashley Grimes    | 6(2)   | 2      | 0      | 0      | 0          | 0          | 2        | 0        | 8(2)      | 2         |
| TV     | Lou Macari       | 37(1)  | 9      | 3      | 0      | 2          | 0          | 1        | 0        | 43(1)     | 9         |
| TV     | Chris McGrath    | 1      | 0      | 0      | 0      | 0          | 0          | 0        | 0        | 1         | 0         |
| TV     | Sammy McIlroy    | 31(1)  | 5      | 1      | 0      | 2          | 0          | 2        | 1        | 36(1)     | 6         |
| TV     | Tom Sloan        | 0(2)   | 0      | 0      | 0      | 0(1)       | 0          | 0        | 0        | 0(3)      | 0         |
| TV     | Mickey Thomas    | 30     | 2      | 3      | 1      | 2          | 0          | 2        | 0        | 37        | 3         |
| TV     | Ray Wilkins      | 11(2)  | 0      | 2      | 0      | 0          | 0          | 0        | 0        | 13(2)     | 0         |
| TĐ     | Garry Birtles    | 25     | 0      | 3      | 1      | 0          | 0          | 0        | 0        | 28        | 1         |
| TĐ     | Jimmy Greenhoff  | 8(1)   | 0      | 0      | 0      | 2          | 0          | 1        | 0        | 11(1)     | 0         |
| TĐ     | Joe Jordan       | 33     | 15     | 3      | 0      | 0          | 0          | 1        | 0        | 37        | 15        |
| TĐ     | Scott McGarvey   | 0(2)   | 0      | 0      | 0      | 0          | 0          | 0        | 0        | 0(2)      | 0         |
| TĐ     | Andy Ritchie     | 3(1)   | 0      | 0      | 0      | 2          | 0          | 0        | 0        | 5(1)      | 0         |